# Bài Nga

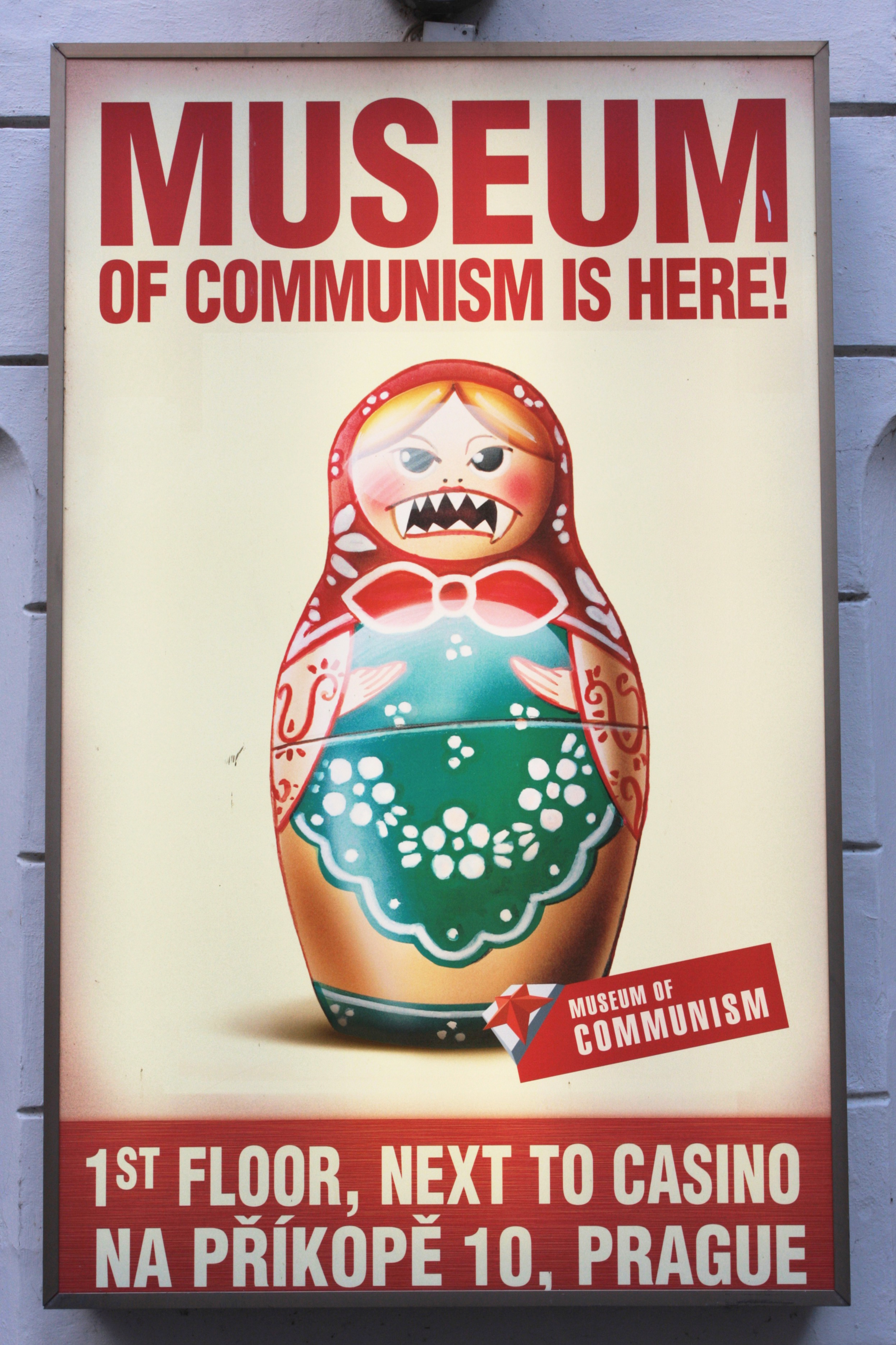
Bảng hiệu Bảo tàng Cộng sản tại Praha, Cộng hòa Séc

Tư tưởng bài Nga hay chống Nga đề cập đến một phạm vi đa dạng các thiên kiến tiêu cực, phản cảm hay sợ hãi về Nga, người Nga, hay văn hóa Nga. Vẫn còn tồn tại nhiều khuôn mẫu văn hóa đa chúng về Nga và người Nga, một số trong đó phát triển từ Chiến tranh Lạnh, và được sử dụng làm cơ sở cho cuộc chiến chính trị chống lại Liên bang Xô viết. Một số thiên kiến trong đó vẫn còn tồn tại trong những thảo luận về mối quan hệ với Nga.

## Lịch sử
Ngày 19 tháng 10 năm 1797, Hội đồng Đốc chính Pháp nhận được một tài liệu từ một tướng người Ba Lan Michał Sokolnicki, có tựa đề "Aperçu sur la Russie". Nó cũng được gọi là "Di thư của Pyotr Đại đế" và được công bố lần đầu vào tháng 10 năm 1812, trong Các cuộc chiến tranh của Napoléon, trong Des progrès de la puissance russe được nhiều người đọc của Charles Louis-Lesur: điều này là theo mệnh lệnh của Napoléon I, người ra lệnh xuất bản hàng loạt bài viết để thể hiện rằng "châu Âu chắc chắn bước vào quá trình trở thành phần thưởng của Nga". Trong các cuộc chiến sau đó, nguyên giám sĩ nghe sám hối của Napoléon là Dominique Georges-Frédéric de Pradt tiếp tục tuyên truyền chống Nga, ông viết hàng loạt sách miêu tả Nga là thế lực "chuyên chế" và mang "tính Á châu" thèm khát xâm chiếm châu Âu.
Năm 1843, Marquis de Custine xuất bản du ký bốn tập La Russie en 1839 với 1800 trang. Các tường thuật gay gắt của Custine đúng khung Nga là một nơi "lớp mặt của văn minh châu Âu quá mỏng để khả tín". Tác phẩm thành công đến mức nhanh chóng có các lần in chính thức và in lậu sau đó, cũng như các phiên bản giản minh và các bản dịch tiếng Đức, tiếng Hà Lan và tiếng Anh. Năm 1846, sách bán được xấp xỉ 200 nghìn bản.
Nhà kinh tế học Anh Quốc John Maynard Keynes có bình luận gây tranh cãi về Nga, rằng sự đàn áp tại Nga, có nguồn cốc từ Cách mạng Đỏ, có lẽ là "thành quả của một số sự tục tĩu trong bản tính người Nga", và cũng quy kết sự chuyên chế của cả "Nga cũ" (phe Sa hoàng) và "Nga mới" (Xô viết) là "tàn khốc và ngu xuẩn".
Trong thập niên 1930 và 1940, Adolf Hitler và Đảng Quốc xã nhận định Liên Xô là vùng người Slav sinh sống, do các chủ nhân "Bolshevik Do Thái" cai trị.

"Túng thiếu, đói, thiếu an nhàn là số mệnh của dân Nga trong hàng thế kỷ. Không được có lòng trắc ẩn sai trái, do sự cam chịu của họ hoàn toàn có thể gia hạn. Đừng cố gắng áp đặt các tiêu chuẩn Đức và thay đổi cách sống của họ. Hy vọng duy nhất của họ là được người Đức cai trị." ("12 châm ngôn cho sĩ quan Đức ở phía Đông", 1941) 

Sự ngờ vực Nga và người Nga thời hậu Xô viết có thể là phản xung chống lại ký ức lịch sử về sự Nga hóa mà Đế quốc Nga và Liên Xô theo đuổi, phản xung chống lại các chính sách hiện nay của chính phủ Nga.
Vlad Sobell thì cho rằng tình cảm bài Nga hiện nay tại phương Tây phản ánh sự thất bại của phương Tây trong việc chấp thuận và thay đổi quan điểm lịch sử của họ đối với Nga, ngay cả khi Nga từ bỏ ý thức hệ lúc trước để theo đuổi chủ nghĩa thực dụng, khiến nền kinh tế hồi sinh thành công. Với việc phương Tây chiến thắng chủ nghĩa toàn trị, Nga phải giữ vai trò vĩnh viễn của một kẻ địch cần thiết vì họ "tiếp tục không hổ thẹn với quá khứ Liên Xô cộng sản."

## Bài Nga theo quốc gia
Tháng 10 năm 2004, Tổ chức Gallup Quốc tế thông báo rằng theo thăm dò của họ, tình cảm chống Nga vẫn còn tồn tại khá mạnh khắp châu Âu và phương Tây nói chung. Nga là quốc gia không được lòng người nhất trên phạm vi toàn cầu trong số các quốc gia G-8. Tỷ lệ cư dân có cảm giác tiêu cực với Nga là 62% tại Phần Lan, 57% tại Na Uy, 42% tại Cộng hòa Séc và Thụy Sĩ, 37% tại Đức, 32% tại Đan Mạch và Ba Lan, và 23% tại Estonia. Tuy nhiên, theo cuộc thăm dò, người dân Kosovo có quan điểm thấp nhất đối với Nga: 73% số người Kosovo tham gia trả lời nói rằng quan điểm của họ là "rất tiêu cực" hay "khá tiêu cực". Tổng thể, tỷ lệ số người trả lời rằng họ có cái nhìn tích cực về Nga là 31%.

#### Ukraina
Trong một cuộc thăm dò do Học viện Xã hội học Kyiv quốc tế vào tháng 5 năm 2009 tại Ukraina, 96% số người trả lời có quan điểm tích cực về người Nga trong địa vị là một dân tộc, 93% tôn trọng Liên bang Nga. Trong một cuộc thăm dò do Trung tâm Levada tổ chức tại Nga vào tháng 6 năm 2009, 75% tôn trọng người Ukraina trong địa vị một dân tộc, song 55% có cái nhìn tiêu cực về Ukraina trong địa vị một quốc gia.
Trái ngược với các cuộc thăm dò trên, số liệu thống kê được đưa ra vào ngày 21 tháng 10 năm 2010 của Viện Xã hội học thuộc Viện hàn lâm Khoa học quốc gia Ukraina, quan điểm tích cực với người Nga tiếp tục suy giảm kể từ năm 1994. Trả lời câu hỏi về lòng khoan dung đối với người Nga, 15% người Tây Ukraina nói rằng là tích cực. Tại Trung Ukraina, 30% trả lời là tích cực (so với 60% vào năm 1994); 60% trả lời là tích cực ở Nam Ukraina (so với 70% vào năm 1994); và 64% trả lời là tích cực tại Đông Ukraina (so với 75% vào năm 1994). Hơn nữa, 6-7% người Tây Ukraina muốn trục xuất toàn bộ người Nga khỏi Ukraina, 7-8% người tại Trung Ukraina có câu trả lời tương tự. Không nhận thấy mức quan điểm này tại Nam hay Đông Ukraina.

#### Trung Quốc
Tướng Thanh Tả Tông Đường kêu gọi chiến tranh chống Nga trong cuộc khủng hoảng Y Lê, nói rằng: "Đầu tiên chúng ta phải dùng tranh luận để đương đầu với họ...và sau đó giải quyết nó trên chiến trường."
Khi người Nga giao du với gái mại dâm người Duy Ngô Nhĩ tại Kashgar, Tân Cương, nó châm ngòi cho cơn thịnh nộ chống lại họ.
Trong thập niên 1930, một người lái xe người Nga Bạch vệ khi tháp tùng nhân vật Đức Quốc xã Georg Vasel đến Tân Cương đã lo sợ khi gặp tướng người Hồi Mã Trọng Anh, nói rằng "Bạn có biết người Tungan ghét người Nga thế nào không." Tungan là tên khác của người Nga. Georg mạo nhận người lái xe là người Đức.
Trong Nổi loạn Y Lê, xảy ra các cuộc bạo động của người Duy Ngô Nhĩ chống lại người Nga, người Duy Ngô Nhĩ kêu gọi người Nga Bạch vệ phải bị trục xuất cùng người Hán. Người Nga Bạch vệ chạy trốn trong sợ hãi.
Năm 1951, tướng người Hồi Bạch Sùng Hy thực hiện một bài phát biểu với toàn thế giới Hồi giáo, kêu gọi một cuộc chiến tranh chống Nga, ông cũng kêu gọi người Hồi giáo tránh xa thủ tướng Ấn Độ Jawaharlal Nehru, cáo buộc người này mù quáng trước chủ nghĩa đế quốc Xô viết.

#### Nhật Bản
Theo một khảo sát của Dự án Thái độ Toàn cầu Pew 2012, 72% người Nhật có quan điểm bất lợi đối với Nga, 22% có quan điểm thuận lợi, khiến Nhật Bản là quốc gia bài Nga nhất trong cuộc khảo sát.